# Élan Club de Mitsoudjé
El Élan Club de Mitsoudjé es un equipo de fútbol de las Comoras que juega en la Primera División de las Comoras, la liga de fútbol más importante del país.

## Historia
Fue fundado en el año 1962 en la ciudad de Mitsoudjé y actualmente cuenta con 3 títulos de liga y 1 copa de Comoras en su historial. Además ha sido campeón de la liga de la Isla de la Gran Comora en 4 ocasiones.
A nivel internacional ha participado en 2 torneos continentales, en los cuales nunca ha avanzado más allá de la Primera Ronda.

## Palmarés
- Primera División de las Comoras: 4

1994/95, 1995/96, 2003/04, 2010.
- Copa de las Comoras: 1

2004/05.
- Copa Ngazidja: 4

1995, 2004, 2006, 2010

## Participación en competiciones de la CAF
| Temporada | Torneo                       | Ronda      | Club                 | Casa | Visita | Global |
| --------- | ---------------------------- | ---------- | -------------------- | ---- | ------ | ------ |
| 2006      | Copa Confederación de la CAF | Preliminar | Ferroviário da Beira | n/a1 | 1-2    | 1-2    |
| 2011      | Liga de Campeones de la CAF  | Preliminar | Simba SC             | 0-0  | 2-4    | 2-4    |

1- La serie se jugó a un partido por mutuo acuerdo.